# Heriades fulvohispidus
Heriades fulvohispidus är en biart som beskrevs av yasumatsu, Hirashima och > 1952. Heriades fulvohispidus ingår i släktet väggbin, och familjen buksamlarbin. Inga underarter finns listade i Catalogue of Life.